# 사원권
사원권이란 사단의 구성원이 그 지위에 기하여 사단에 대하여 가지는 여러 권리, 의무를 총칭하여 사원권이라고 한다. 사원권에는 사익권(이익배당청구권, 잔여재산분배청구권)과 공익권(결의권, 소수사원권)이 있다. 

## 참고 문헌
- 이상태, 《물권법》 법원사, 2009. ISBN 9788991512429